# Mont Ventoux Dénivelé Challenges 2021
La Mont Ventoux Dénivelé Challenge 2021, terza edizione della corsa, valevole come evento dell'UCI Europe Tour 2021 categoria 1.1, si svolse l'8 giugno 2021 su un percorso di 154 km, con partenza da Vaison-la-Romaine e arrivo sul Mont Ventoux, in Francia. La vittoria fu appannaggio del colombiano Miguel Ángel López, che completò il percorso in 4h30'04", precedendo gli spagnoli Óscar Rodríguez ed Enric Mas.
Sul traguardo del Mont Ventoux 86 ciclisti, dei 131 partiti da Vaison-la-Romaine, portarono a termine la competizione.

## Squadre e corridori partecipanti
| N.    | Cod. | Squadra              |
| ----- | ---- | -------------------- |
| 1-7   | AST  | Astana-Premier Tech  |
| 11-17 | TFS  | Trek-Segafredo       |
| 21-27 | COF  | Cofidis              |
| 31-37 | ACT  | AG2R Citroën Team    |
| 41-47 | MOV  | Movistar Team        |
| 51-57 | GFC  | Groupama-FDJ         |
| 61-67 | EFN  | EF Education-Nippo   |
| 71-77 | ARK  | Team Arkéa-Samsic    |
| 81-87 | TDE  | Total Direct Énergie |
| 91-97 | BBK  | B&B Hotels           |

| N.      | Cod. | Squadra                 |
| ------- | ---- | ----------------------- |
| 101-107 | DKO  | Delko                   |
| 111-117 | CJR  | Caja Rural-Seguros RGA  |
| 121-127 | EUS  | Euskaltel-Euskadi       |
| 131-137 | EKP  | Equipo Kern Pharma      |
| 141-147 | BBH  | Burgos-BH               |
| 151-157 | BAI  | Bike Aid                |
| 161-167 | AUB  | St Michel-Auber 93      |
| 171-177 | GLC  | Global 6 Cycling        |
| 181-187 | EHE  | Electro Hiper Europa    |
| 191-197 | BCA  | Bahrain Cycling Academy |

## Ordine d'arrivo (Top 10)
| Pos. | Corridore          | Squadra  | Tempo    |
| ---- | ------------------ | -------- | -------- |
| 1    | Miguel Ángel López | Movistar | 4h30'04" |
| 2    | Óscar Rodríguez    | Astana   | a 2'26"  |
| 3    | Enric Mas          | Movistar | a 2'33"  |
| 4    | Ben O'Connor       | AG2R     | a 3'30"  |
| 5    | Cristián Rodríguez | Total    | s.t.     |
| 6    | Kenny Elissonde    | Trek     | a 4'02"  |
| 7    | Michel Ries        | Trek     | a 4'45"  |
| 8    | Simon Carr         | EF       | a 5'41"  |
| 9    | Carlos Verona      | Movistar | a 5'48"  |
| 10   | Geoffrey Bouchard  | AG2R     | a 6'10"  |